# Leptopterigynandrum piliferum
Leptopterigynandrum piliferum là một loài rêu trong họ Thuidiaceae. Loài này được S. He mô tả khoa học đầu tiên năm 2005.